# Rabeya Khan
Rabeya Khan (bengalisch রাবেয়া খান, * 11. März 2005 in Barishal, Bangladesch) ist eine bangladeschische Cricketspielerin die seit 2019 für die bangladeschische Nationalmannschaft spielt.

## Kindheit und Ausbildung
Rabeya war Teil des bangladeschischen Teams bei der ICC U19 Women’s T20 World Cup 2023.

## Aktive Karriere
Rabeya gab ihr WT20I-Debüt bei den Südasienspiele 2019 gegen Nepal, wobei sie 4 Wickets für 8 Runs erzielte und als Spielerin des Spiels ausgezeichnet wurde. Im Dezember 2022 spielte sie dann wieder im Nationalteam und gab dabei ihr WODI-Debüt in Neuseeland. Im Juli erreichte sie bei der Tour gegen Indien in den WODIs (3/30) und WTwenty20s (3/16) jeweils ein mal drei Wickets. In der WODI-Serie gegen Pakistan im November 2023 gelangen ihr ebenfalls drei Wickets (3/29).